# Landesbeauftragte für Datenschutz und Informationsfreiheit Nordrhein-Westfalen
Die Dienststelle der oder des Landesbeauftragten für Datenschutz und Informationsfreiheit (LDI NRW) ist die Aufsichtsbehörde für die Verarbeitung personenbezogener Daten durch öffentliche Stellen und seit 2001 auch für nicht-öffentliche, also private, Stellen, die nicht in die Zuständigkeit des bzw. der Bundesbeauftragten für Datenschutz und Informationsfreiheit fallen.

## Tätigkeitsberichte
| Tätigkeitsbericht | Landesbeauftragte | Drucksache      | Datum            | von                                                                     | bis               |
| ----------------- | ----------------- | --------------- | ---------------- | ----------------------------------------------------------------------- | ----------------- |
| 1.                | Heinrich Weyer    | Vorlage 9/20    | 31. März 1980    | 5. September 1979                                                       | 31. März 1980     |
| 2.                | Heinrich Weyer    | Vorlage 9/340   | 6. April 1981    | 1. April 1980                                                           | 31. März 1981     |
| 3.                | Heinrich Weyer    | Vorlage 9/795   | 21. April 1982   | 1. April 1981                                                           | 31. März 1982     |
| 4.                | Heinrich Weyer    | Vorlage 9/1269  | 28. April 1983   | 1. April 1982                                                           | 31. März 1983     |
| 5.                | Heinrich Weyer    | Vorlage 9/1783  | 2. April 1984    | 1. April 1983                                                           | 31. März 1984     |
| 6.                | Heinrich Weyer    | Vorlage 10/35   |                  | 1. April 1984                                                           | 31. März 1985     |
| 7.                | Heinrich Weyer    | Vorlage 10/410  | 8. April 1868    | 1. April 1985                                                           | 31. März 1986     |
| 8.                | Heinrich Weyer    | Vorlage 10/1043 | 31. März 1987    | 1. April 1986                                                           | 31. März 1987     |
| 9.                | Hans Maier-Bode   | Vorlage 10/2134 | 30. März 1989    | 1. April 1987                                                           | 31. Dezember 1988 |
| 10.               | Hans Maier-Bode   | Vorlage 11/377  | 28. Februar 1991 | 1. Januar 1989                                                          | 31. Dezember 1990 |
| 11.               | Hans Maier-Bode   | Vorlage 11/2027 | 24. März 1993    | 1. Januar 1991                                                          | 31. Dezember 1992 |
| 12.               | Hans Maier-Bode   | Vorlage 12/6    | 1. Juni 1995     | 1. Januar 1993                                                          | 31. Dezember 1994 |
| 13.               | Bettina Sokol     | Vorlage 12/1306 | 1. Mai 1997      | 1. Januar 1995                                                          | 31. Dezember 1996 |
| 14.               | Bettina Sokol     | Vorlage 12/2633 | 1. März 1999     | 1. Januar 1997                                                          | 31. Dezember 1998 |
| 15.               | Bettina Sokol     | Vorlage 13/479  | 20. Februar 2001 | 1. Januar 1999                                                          | 31. Dezember 2000 |
| 16.               | Bettina Sokol     | Vorlage 13/2000 | 18. Februar 2003 | 1. Januar 2001                                                          | 31. Dezember 2002 |
| 17.               | Bettina Sokol     | Vorlage 13/3225 | 16. Februar 2005 | 1. Januar 2003                                                          | 31. Dezember 2004 |
| 18.               | Bettina Sokol     | Vorlage 14/920  | 6. Februar 2007  | 1. Januar 2005                                                          | 31. Dezember 2006 |
| 19.               | Bettina Sokol     | Vorlage 14/2440 | 10. Februar 2009 | 1. Januar 2007                                                          | 31. Dezember 2008 |
| 20.               | Ulrich Lepper     | Vorlage 15/615  | 11. Mai 2011     | 1. Januar 2009                                                          | 31. Dezember 2010 |
| 21.               | Ulrich Lepper     | Vorlage 16/863  | 7. Mai 2013      | 1. Januar 2011                                                          | 31. Dezember 2012 |
| 22.               | Ulrich Lepper     | Vorlage 16/2934 | 13. Mai 2015     | 1. Januar 2013                                                          | 31. Dezember 2014 |
| 23.               | Helga Block       | Vorlage 16/4992 | 25. April 2017   | 1. Januar 2015                                                          | 31. Dezember 2016 |
| 24.               | Helga Block       | Vorlage 17/2104 | 27. Mai 2019     | 1. Januar 2017                                                          | 31. Dezember 2018 |
| 25.               | Helga Block       | Vorlage 17/3450 | 12. Mai 2020     | 1. Januar 2019                                                          | 31. Dezember 2019 |
| 26.               | Bettina Gayk      | Vorlage 17/5616 | 31. August 2021  | 1. Januar 2019 (Informationsfreiheit) bzw. 1. Januar 2020 (Datenschutz) | 31. Dezember 2020 |